# Schloss Garvensburg

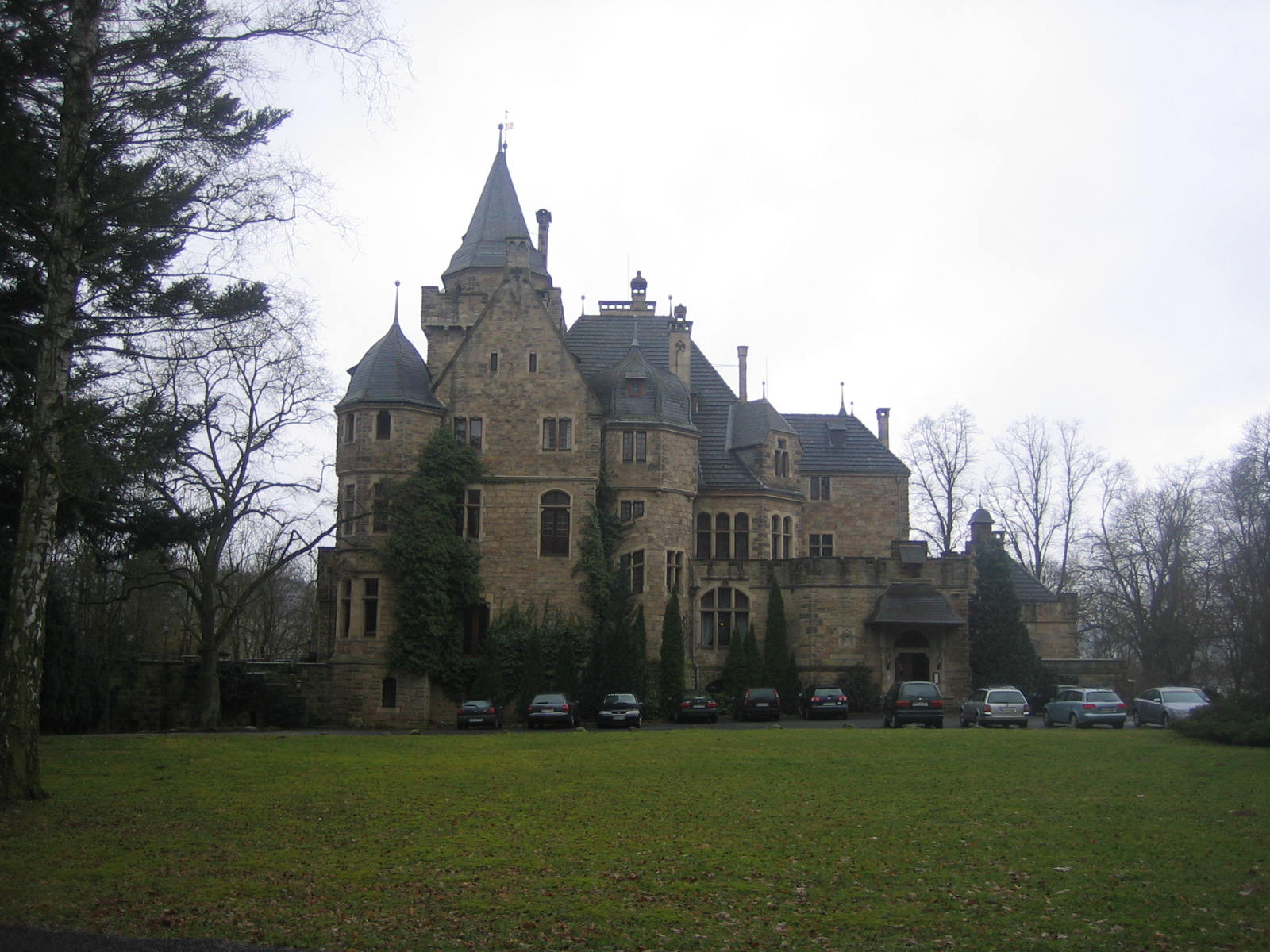
Schloss Garvensburg

Die Garvensburg ist ein im Stil des Historismus erbautes Schloss in Züschen, einem Stadtteil von Fritzlar im nordhessischen Schwalm-Eder-Kreis.

## Geschichte
Das Schloss wurde von 1894 bis 1898 von dem Industriellen Wilhelm Garvens erbaut, der 1908 geadelt wurde und sich danach Wilhelm von Garvens-Garvensburg nennen durfte. Er baute sich ein Jagdschloss im Stil des späten Historismus, eine burgartige Villa, umgeben von einem englischen Garten. Reste der ehemaligen Burg Züschen der bis ins frühe 19. Jahrhundert hier begüterten Herren von Meysenbug, die im Mannesstamm 1810 mit dem Tod von Heinrich von Meysenbug ausgestorben waren, wurden in den Bau integriert. An der Ostseite des Schlosses befinden sich vier Wappen der Familie von Meysenbug aus den Jahren 1500 bis 1600.
Das Schloss blieb bis in die 1970er Jahre im Besitz der Familie Garvens. Danach beherbergte es ein Hotel und Restaurant sowie eine Werbeagentur und ein Beratungsunternehmen. Hotel und Restaurant wurden zum Jahresende 2019 geschlossen. Im August 2020 wurde das Schloss verkauft und wird künftig privat genutzt.

## Verschiedenes
Zuschauer des Hessischen Rundfunks wählten Schloss Garvensburg im April 2012 bei der Suche nach Hessens schönstem Schloss auf Platz 7 von insgesamt 43 Schlössern.
Im Mai 2012 drehte Matthias Schweighöfer auf Schloss Garvensburg für den Film Schlussmacher.